# Нережу-Мік
Нережу-Мік (рум. Nereju Mic) — село у повіті Вранча в Румунії. Входить до складу комуни Нережу.
Село розташоване на відстані 148 км на північ від Бухареста, 38 км на захід від Фокшан, 108 км на захід від Галаца, 84 км на схід від Брашова.

## Населення
За даними перепису населення 2002 року у селі проживали 1738 осіб, усі — румуни. Усі жителі села рідною мовою назвали румунську.